# Брянск (Дагестан)
Брянск — село в Кизлярском районе Дагестана. Административный центр муниципального образования (сельского поселения) Сельсовет «Брянский».

## География
Населённый пункт расположен на региональной трассе Кизляр—Брянск, в 68 км от города Кизляр и в 2,5 км от побережья Каспийского моря.

## Население
| 1889 | 1914 | 1926 | 1970 | 1989 | 2002 | 2010 |
| ---- | ---- | ---- | ---- | ---- | ---- | ---- |
| 606  | ↗897 | ↗985 | ↘961 | ↘596 | ↗745 | ↘658 |
| 2021 |      |      |      |      |      |      |
| ↗706 |      |      |      |      |      |      |

Национальный состав
По данным Всесоюзной переписи населения 1926 года:
| № | Национальность | Численность, чел. | Доля   |
| - | -------------- | ----------------- | ------ |
| 1 | русские        | 978               | 99,3 % |
| 2 | армяне         | 7                 | 0,7 %  |

По данным Всероссийской переписи населения 2010 года:
| № | Национальность | Численность, чел. | Доля   |
| - | -------------- | ----------------- | ------ |
| 1 | русские        | 417               | 63,4 % |
| 2 | аварцы         | 187               | 28,4 % |
| 3 | даргинцы       | 41                | 6,2 %  |
| 4 | другие         | 13                | 2,0 %  |

По данным Всероссийской переписи населения 2010 года, в селе проживало 658 человек (320 мужчин и 338 женщин). В селе действует церковь.

## История
Село основано в XVII веке как рыбный промысел. Позже эти земли стали принадлежать купцу Брянцеву, а с середины XIX века помещику Всеволожскому. Являлось местом ссылки провинившихся крестьян.

В начале июня 1993 года до вооруженного конфликта между казаками сел Брянск и Тушиловка и аварцами, стремящимися установить в них своё влияние, оставались считанные секунды: 100 хорошо вооруженных боевиков сделали попытку захватить эти два села. Им противостояли 150 вооруженных кто чем казаков. Вызванные из Кизлярского РОВД БТРы подошли как раз к тому времени, когда конфликт локализовался: боевики не пошли на вооруженное столкновение— НИЖНЕ-ТЕРСКОЕ И ГРЕБЕНСКОЕ КАЗАЧЕСТВО НА ТЕРРИТОРИИ ДАГЕСТАНА: ПОИСК ПУТЕЙ ВЫЖИВАНИЯ. www.igpi.ru. Дата обращения: 29 марта 2021.

## Промышленность
В селе действует рыболовецкий колхоз «Волна Революции». В настоящее время является единственным официальным источником средств к существованию для жителей села.